# Andreína Goetz
Andreína Katarina Goetz Blohm (Caracas, 24 settembre 1969) è una modella venezuelana, eletta Miss Venezuela 1990 e rappresentante ufficiale del Venezuela a Miss Universo 1990 tenutosi a Los Angeles in California il 15 aprile 1990, dove si è classificata fra le prime dieci finaliste..